# Кокеш, Адам
Адам Чарльз Кокеш (англ. Adam Charles Kokesh; родился 1 февраля 1982 года, Сан-Фернандо, Калифорния, США) — американский либертарианский политический активист, радиоведущий и писатель. Кокеш был либертарианским кандидатом в президенты США на выборах 2020 года, причём планировал баллотироваться с требованием «упорядоченного роспуска федерального правительства». Его взгляды считаются более близкими к анархо-капитализму, чем к типичному либертарианству из-за оппозиции практически всем формам правления. Известно, что Кокеш участвует в дебатах с членами своей собственной партии, которые выступают за минархизм, и является одним из наиболее видных анархистов в Либертарианской партии.
В качестве сержанта морской пехоты США Кокеш служил в Ираке в 2004 году. По возвращении на родину он стал антивоенным активистом и защитником иракских ветеранов. Он появился в качестве ведущего ток-шоу на радио в 2011 году, но его программа была закрыта спустя несколько месяцев.